# Penélope Cruz
Penélope Cruz Sánchez (phát âm tiếng Tây Ban Nha: [peˈnelope kɾuθ ˈsantʃeθ]; sinh ngày 28 tháng 4 năm 1974) là một nữ diễn viên kiêm người mẫu người Tây Ban Nha. Cô ký kết một hợp đồng ở tuổi 15, bắt đầu sự nghiệp diễn xuất của mình ở tuổi 16 trên truyền hình và bộ phim ra mắt năm sau của cô trong Jamón Jamón (1992) được đánh giá cao. Các vai diễn tiếp theo của cô trong những năm 1990 và 2000 bao gồmOpen Your Eyes (1997), The Hi-Lo Country (1999), The Girl of Your Dreams (2000) và Woman on Top (2000). Cruz đã đạt được sự công nhận cho vai diễn chính trong bộ phim năm 2001 Vanilla Sky, All the Pretty Horses, Captain Corelli's Mandolin và Blow.
Cô đã xuất hiện trong các phim thuộc nhiều thể loại khác nhau, trong đó có phim hài Waking Up in Reno (2002), phim ly kỳ Gothika (2003), phim Giáng sinh Noel (2004) và phiêu lưu hành động Sahara (2005). Cô được đánh giá cao cho vai diễn trong Volver (2006) và Nine (2009), nhận được những đề cử Quả Cầu Vàng và Oscar cho mỗi bộ phim. Cô đã giành được giải Oscar cho nữ diễn viên phụ xuất sắc nhất trong năm 2008 để đóng vai họa sĩ María Elena trong Vicky Cristina Barcelona của Woody Allen. Cô là nữ diễn viên Tây Ban Nha đầu tiên trong lịch sử nhận được giải Oscar và nữ diễn viên Tây Ban Nha đầu tiên nhận được một ngôi sao tại Hollywood Walk of Fame.
Cruz đã thiết kế quần áo cho Mango. Cruz đã tình nguyện ở Uganda và Ấn Độ, nơi cô đã dành một tuần làm việc với Mẹ Teresa; cô đã hiến tặng tiền từ The Hi-Lo Country để giúp đỡ quỹ nhiệm vụ của nữ tu muộn.